# Jerry Tollbring
Jerry Tollbring (Rimbo, 1995. szeptember 13. –) svéd válogatott kézilabdázó. A Füchse Berlin balszélsője.

## Pályafutása

### Klubcsapatban
Tollbring pályafutását szülővárosának csapatában, a HK Rimbóban kezdte. 2013-ban csatlakozott az első osztályú csapathoz két testvérével, Kenrel és Jeffel, valamint apjával, Dickkel, aki a Rimbo HK edzőjeként dolgozott. 2014-ben az IFK Kristianstadhoz szerződött, akikkel 2015-ben, 2016 és 2017 megnyerte a bajnokságot. Itt bemutatkozhatott a nemzetközi kupákban is; a 2014-2015-ös szezonban az EHF-kupában, a 2015-2016-os szezonban pedig a Bajnokok Ligájában szerepelhetett csapatával.
2017 nyarán a német Bundesligában szereplő Rhein-Neckar Löwen igazolta le, akikkel megnyerte az az évi német Szuperkupát, 2018-ban pedig Német kupa-győztes lett.

### A válogatottban
2015 nyarán részt vett a junior-világbajnokságon, ahol a svéd csapat az ötödik helyen végzett. A svéd válogatottban 2016. január 20-án mutatkozott be és részt vett az Európa-bajnokságon és az olimpián is. A 2017-es világbajnokságot követően beválasztották a torna All-Star csapatába. A 2018-as Európa-bajnokságon ezüstérmet nyert a válogatottal.

## Családja
Nővére, Cassandra Tollbring szintén válogatott kézilabdázó.